# 묵인희
묵인희(墨仁姬, 1963년~ )은 대한민국의 생명과학자로, 서울대학교 의과대학에 재직중이다.

## 학력
- 1982 ~ 1986 : 서울대학교 자연대학 동물학 학사
- 1991 ~ 1995 : 애리조나대학교 의과대학 신경과학 박사

## 경력
- 2023 ~ 현재 : 대한퇴행성신경질환학회 회장
- 2022 ~ 현재 : 생화학분자생물학회 부회장
- 2020 ~ 현재 : 치매극복연구개발사업단 사업단장
- 2020 ~ 현재 : 서울대학교 치매융합연구센터 센터장
- 2020 ~ 현재 : 서울대학교 평의원회 기획재정위원회 위원
- 2017 ~ 현재 : ADPD International Conference 조직위원
- 2021 ~ 2021 : 여성생명과학기술포럼 회장
- 2021 ~ 2021 : 한국분자세포생물학회 부회장
- 2017 ~ 2019 : 과학기술정보통신부 생명공학종합정책심의회 위원
- 2017 ~ 2017 : 국가치매연구개발위원회 위원장
- 2015 ~ 현재 : 한국과학기술한림원 정회원
- 2015 ~ 2020 : 서울대학교 의과대학 생화학교실 주임교수
- 2015 ~ 2019 : 과학기술정보통신부 나노융합기술개발사업 추진위원회 위원
- 2015 ~ 2019 : 과학기술정보통신부 바이오의료기술개발사업 추진위원회 위원
- 2014 ~ 2015 : OECD 알츠하이머병 분과 한국대표
- 2013 ~ 현재 : Experimental Molecular Medicine Editorial Board
- 2013 ~ 2014 : 서울대학교 의과대학 대학원 의과학과 학과장
- 2011 ~ 2015 : 보건복지부 한영 알츠하이머병 연구단 한국대표
- 2010 ~ 현재 : Journal of Alzheimer's disease Senior Editor
- 2008 ~ 2013 : WCU 뉴로사이토믹스사업단 사업단장
- 2004 ~ 현재 : 서울대학교 의과대학 의과학과 생화학교실 교수

## 수상
- 2023 : 과학기술훈장 혁신장
- 2022 : 서울의대 연구업적 우수교원상
- 2020 : 제1회 한림원생리의학상
- 2020 : 한국분자세포생물학회 여성생명과학자상
- 2019 : 올해의 과학자상
- 2019 : 동헌생화학상
- 2016 : 보건복지부장관 표창
- 2016 : 제15회 한국 로레알-유네스코 여성과학자상 학술진흥상
- 2013 : 보건복지부장관 표창
- 2011 : 교육과학기술부 장관상
- 2011 : 제7회 마크로젠 여성과학자상

## 저서 또는 발표 논문
- Mook-Jung I (2022) "Association of B cell profile and receptor repertoire with the progression of Alzheimer's disease." Cell Rep. 2022 Sep 20;40(12):111391.
- Mook-Jung I (2002) "Multi-Omics-Based Autophagy-Related Untypical Subtypes in Patients with Cerebral Amyloid Pathology." Adv Sci (Weinh). 2022 Jun 13:e2201212.
- Mook-Jung I (2021) "A logical network-based drug-screening platform for Alzheimer's disease representing pathological features of human brain organoids." Nat Commun. 2021 Jan 12;12(1):280.
- Mook-Jung I (2020) “New Microglia on the Block.” Cell Metabolism. 2020 Apr 7;31(4):664-666.
- Mook-Jung I (2020) “Transfer of a healthy microbiota reduces amyloid and tau pathology in an Alzheimer's disease animal model.” Gut. 2020 Feb;69(2):283-294.
- Mook-Jung I (2019) “A Breakdown in Metabolic Reprogramming Causes Microglia Dysfunction in Alzheimer's Disease.” Cell Metabolism. 2019 Sep 3;30(3):493-507.e6.
- Mook-Jung I (2019) “Plasma tau/amyloid-β1-42 ratio predicts brain tau deposition and neurodegeneration in Alzheimer's disease.” Brain. 2019 Mar 1;142(3):771-786.